# Blenina grisea
Blenina grisea är en fjärilsart som beskrevs av Moore 1877. Blenina grisea ingår i släktet Blenina och familjen trågspinnare. Inga underarter finns listade i Catalogue of Life.